# Phacochoerus africanus
O facocero-comum (nome científico:  Phacochoerus africanus) é uma espécie selvagem de suídeo do gênero Phacochoerus, natural do continente africano. Também é chamado de facochero e popularmente de javali-africano — apesar de não ser realmente um javali, já que não pertence à espécie Sus scrofa — pode ser encontrado em pastagens, savanas e bosques da África subsaariana. É uma espécie de mamífero artiodáctilo da família Suidae. Das duas espécies de Phacochoerus que existem, a P. africanus é a mais numerosa e com maior distribuição, bastante espalhados pelas savanas da África. Ocorre na maior parte da África subsaariana, incluindo os territórios de Angola e de Moçambique.

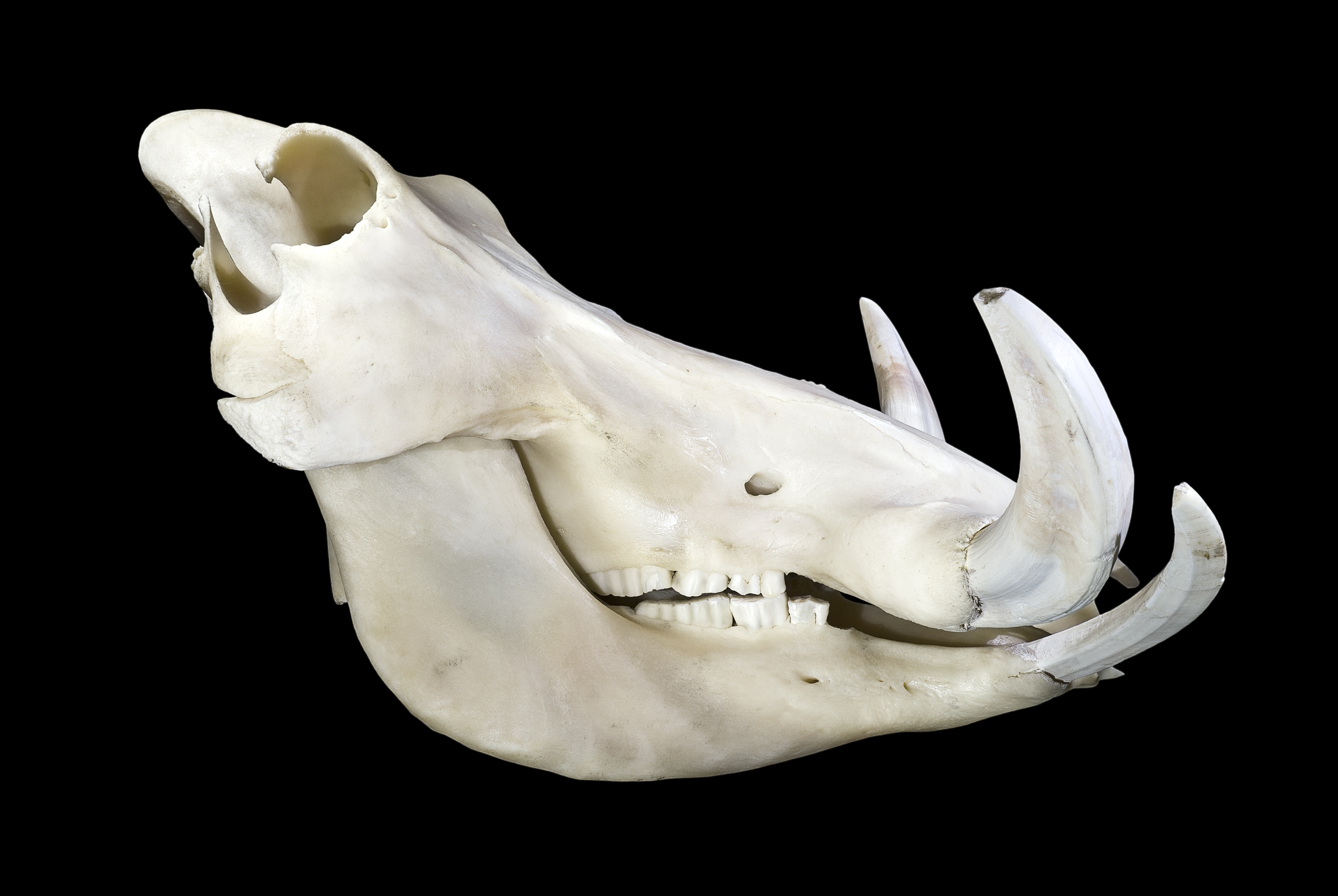
Crânio

Os facoceros são caracterizados pela presença de um ou dois pares de presas e nos machos e por verrugas na cara - característica que lhes rendeu em inglês o nome de warthog ("porco verruguento"). 
Quando corre, o facocero costuma manter a cauda levantada e ereta.

## Na cultura popular
O personagem Pumba, do filme O Rei Leão, era um facocero da espécie Phacochoerus africanus.